# Bachisio
Bachisio  è un nome proprio di persona italiano maschile.

## Varianti
- Maschili: Bacchisio[1][2]
- Femminili: Bachisia[1][2], Bacchisia[1][2]

## Origine e diffusione
L'etimologia del nome è ignota; potrebbe forse essere legato al nome Bacco. È attestato pressoché solo in Sardegna grazie al culto di san Bachisio, diffuso soprattutto nel sassarese e nel nuorese.

## Onomastico
L'onomastico si può festeggiare il 10 maggio in memoria del già citato san Bachisio, ufficiale romano di origine siriana martire a Barbalissos.

## Persone
- Bachisio Bandinu, antropologo, giornalista e scrittore italiano
- Bachisio Silvio Lai, politico italiano
- Bachisio Mastinu, finanziere e partigiano italiano
- Bachisio Sulis, poeta italiano

## Il nome nelle arti
- Bachisio è un personaggio della serie animata Widget, un alieno per amico.